# Teucholabis salva
Teucholabis salva är en tvåvingeart som beskrevs av Alexander 1942. Teucholabis salva ingår i släktet Teucholabis och familjen småharkrankar.
Artens utbredningsområde är Peru. Inga underarter finns listade i Catalogue of Life.